# Miktoniscus vandeli
Miktoniscus vandeli is een pissebed uit de familie Trichoniscidae. De wetenschappelijke naam van de soort is voor het eerst geldig gepubliceerd in 1945 door Bonnefoy.